# Мукополисахаридоза тип I
Мукополисахаридоза тип I (скраћено МПС I) или гаргоилизам (енгл. Gargoylism), једна је од преко 40 ретких наследних болести које се наслеђује аутозомно рецесивним путем, и једна од десет из групе специфичних лизосомских болести изазваних накупљањем различитих продуката у деловима ћелије познатим под називом лизозоми.
Узрокована је недостатком ензима алфа-L-идуронидазе, који доводи до немогућности разградње сложених угљених хидрата (мукополисахарида) у једноставније молекуле. Акумулација ових великих, нерегистрованих мукополисахарида у ћелијама тела узрокује бројне физичке симптоме и абнормалности.
Најтежи облик МПС I често се назива Хурлеров синдром (скраћено МПС IH). Блажи облик МПС I се назива Scheie синдром (скраћено МПС IS), а назив Hurler-Scheie синдром (скраћено МПС I HS) понекад се примењује на међуоблик који се не уклапа ни у блажу ни у тежу категорију МПС I.

## Историја
Најтежи облик мукополисахаридозе тип I, који укључује замагљивање рожњаче, абнормалности скелета и менталну ретардацију, добио је назив Хурлеров синдром по немачкој педријатрици Гертруди Хурлер, која је прва описала поремећај 1919. године.
Године 1962, амерички лекар Harold Glendon Scheie (1909–1990), идентификово је блажу варијанту Хурлеровог синдрома, МПС тип IS која је по њему названа Scheie синдром.
McKusick, V. A. и сар. (1972) предложили су да се Хурлеров синдром назове — мукополисахаридоза тип I H (скраћено МПС тип I H) а Scheie синдром — мукополисахаридоза тип I S (скраћено МПС тип I S).
Године 1985. Рубичек и сар. приказали су пет пацијената са недостатком алфа-Л-идуронидазе и фенотипом који је атипичан за Хурлеров синдром и Scheie синдром. Међу разним могућим објашњењима за овај фенотип, они су прихватили тумачење која се заснива на постојању генетичких варијанти за неке од случајева, које су узроковане различитим мутацијама.

## Епидемиологија
Учесталост
Како недостају прецизнеи подаци за инциденцу мукополисахаридоза тип I у САД, процењена инциденција је око 1 случај на 100.000 рођених.
Преваленца мукополисахаридозе тип I у Енглеској и Велсу (од 1981. до 2003. године) износила је 1,07 случајева на 100.000 рођених.
Морталитет / Морбидитет
Животни век болесника са мукополисахаридозом типа I креће се од смрти у раном детињству код најтежих облика до оне у одраслеих особа са најблажом варијантом.
Раса
Мукополисахаридоза тип I се наслеђује аутозомним рецесивним начином и погађа оба пола.

## Етиопатогенеза
Мукополисахаридоза I је ретка, наследна, прогресивна, по живот опасна лизосомска болест накупљања неразграђених продуката узрокована недостатком ензима алфа-L-идуронидазе. Недостатак ензима алфа-L-идуронидазе доводи до прогресивног накупљања гликозаминогликана (скраћено ГАГ) у свим телесним ткивима, што резултујеа оштећењем функције органа, која могу бити иреверзибилна.
Генетика
Болест се насљеђује аутозомно рецесивним путем. Односно, оба родитеља оболелога детета морају бити носиоци мутиранога гена (сваки од родитеља има један здрави и један мутирани ген). У том случају свако дете има:
- 25% шансе да оболи (ако наследи од оба родитеља мутирани ген),
- 50% је вероватно носилац једног мутираног гена и
- 25% шансе да ће бити без болести и без мутиранога гена.

## Клиничка слика
Клинички болест се манифестује врло разнолико, од најтежег облика познатог као Hurler-ов синдром преко нешто блажих облика позантих као Hurler-Sheie-ов синдром и Sheie-ов синдром. Укључује различити спектар симптома, тежине болести и захваћености органских система. У зависности од тога да ли је захваћен или не централни нервни систем мукополисахаридоза тип I се може окарактерисати као тешки или нешто блажи облик, али се стање код свих облика болести погоршава током времена.
У зависности од тежине симптома болести клиничка слика МПС тип I се дели у три широке групе:

### Мукополисахаридоза тип I H— Хурлеровим синдромом
Ово је најтежи облик МПС I који се карактерише тешким и прогресивне промене попут:
- успорен ментални развој (који се погоршава током времена),
- прогресивна укоченост (контрактуре) зглобова (незапаљењска промена),
- грубе црте лица,
- деформација костура,
- срчана болест,
- манифестна инфекције горњих дисајних путева,
- повећање јетре и слезене,
- замућење рожњаче, губитак слуха.

### Мукополисахаридоза тип I HS— Hurler-Sheie-ов синдром
Карактерише се нормалним или скоро нормаланим менталним развојем, али са тежим телесним потешкоће од болесника који болују од Sheie-овог синдрома.

### Мукополисахаридоза тип I S—Sheie-ов синдром
Овај синдром карактерише:
- нормалан ментални развој,
- блаже и мање прогресивне телесна оштећења,
- дужи животни век до одрасле доби.

И код овога облика МПС I присутне су прогресивне телесне тешкоће као што су:
- прогресивна укоченост зглобова (незапаљењска),
- деформација костура,
- срчана болест,
- повремене инфекције горњег дисајних путевава,
- повећање јетре и слезине,
- замућење рожњаче,
- губитак слуха.

## Дијагноза
Пошто је у мукополисахаридози тип I нападнута већина органа који су код деце у фази формирања, важно је пратити све потенцијалне компликације, најмање једном годишње након потврде дијагнозе. Ови прегледи треба да укључују неуролошку процену и процену функција очију, слуха, срца, плућа, скелета и зуба. Понекад су потребни рендгенски снимци или друге додатне дијагностичке методе за извођење ових контролних испитивања.

## Пренатална дијагноза
Пренатална дијагноза мукополисахаридоза тип I, данас је могућа уз помоћу амниоцентезе и узорковања слоја ткива у ембриону (биопсијом хорионских ресица). Дијагноза мора бити потврђена пре 11 недеља гестације.

## Диференцијална дијагноза
Диференцијално дијагностички треба имати у виду следеће болести:
- Хантеров синдром (Мукополисахаридозу тип II)
- Санфилипов синдром (Мукополисахаридозу тип III)
- Morquio синдром (Мукополисахаридозу тип IV)
- Maroteaux-Lamy синдром (Мукополисахаридозу тип VI)
- Sly синдром (Мукополисахаридозу тип VII)

## Терапија
Лечење се спроводи заменском ензимском терапијом - хуманом рекомбинантном алфа-L-идуронидазом уз супортивне мере зависно од врсте присутних симптома, или трансплантацијом коштане сржи Најбољи резултати терапије се постижу уколико је лечење започето рано, пре наступања иреверзибилних промена.

### Ензимска супституциона терапија
Ензимска супституциона терапија се заснива на примени хумане рекомбинантне алфа-L-идуронидазе, у недељној инфузији, како би се осигурала одговарајућа количина ензима потребна организму за побољшање укупног квалитета живота.
Третман се показао ефикасним за побољшање фунција зглобова, функцију плућа и побољшање општег здравља. Међутим, не треба очекивати да же заменска терапија ензима да смањењи ефекате поремећаја на очим и срчаним залистцима. Такође нема доказа да се акумулација МПС супстанце у мозгу спречава или смањује, јер ензим не прелази крвно-мождану баријеру. Студије су у току како би се утврдило да ли се акумулације у кичми могу спречити применом лека директним убризгавањем у кичмену течност. Међутим за то су потребне даље студије и дуже праћење за правилну процену ефикасности терапије ензимима директно у крвоток или кичмену течност.

### Симптоматска терапија
Симптоматски и подржавајући третман може захтвати координиране напоре тима специјалиста:
- Педијатра (неуролога), који процењују и лечи поремећаје нервног система),
- Ортопдеда који дијагностикују и лече скелетне абнормалности
- Педијатра (кардиолога), који дијагностикују и лече срчане абнормалности
- Физиотерапеута и/или осталих здравствених радника који требају бити систематски и свеобухватно ангажовани у лечењу оболелог детета.
- Медицинске генетске, чије јсаветодавнане услуге могу бити корисне за мајке и породицу.

## Терапија у истраживањима

### Трансплантација у гестацијском периоду
Као опција код тешког облика МПС тип I може се узети у разматрање и трасплантација коштане сржи.
Трансплантације коштане сржи у утерус (енг. bone marrow transplantation (BMT)) за лечење специфичних генетских стања у гестацијском периоду, данас истражују лекари у Дечијој болници у Лос Анђелесу — применом ћелија изолованих из коштане сржи и њиховим трансплантовањем током првог триместра трудноће (пре 14 недеља гестације) у фетус са потврђеном дијагнозама;
- Wiskott-Aldrich синдром,
- хронична грануломатоза,
- алфа таласемија,
- мукополисахаридоза тип I,
- метахроматска леукодистрофија и
- Крабова болест.

Пре трансполантације дијагноза мора бити потврђена до 11 недеље гестације. Остали поремећаји складиштења мукополисахаридозе тренутно нису подобни за ову врсту студије.

### Замена гена
Научно истраживање замене гена код животињских модела даје наду да ће терапија замене гена једног дана бити доступна особама са генетским поремећајима, као што је нпр. МПС тип I.